# Testaccio (Rione)

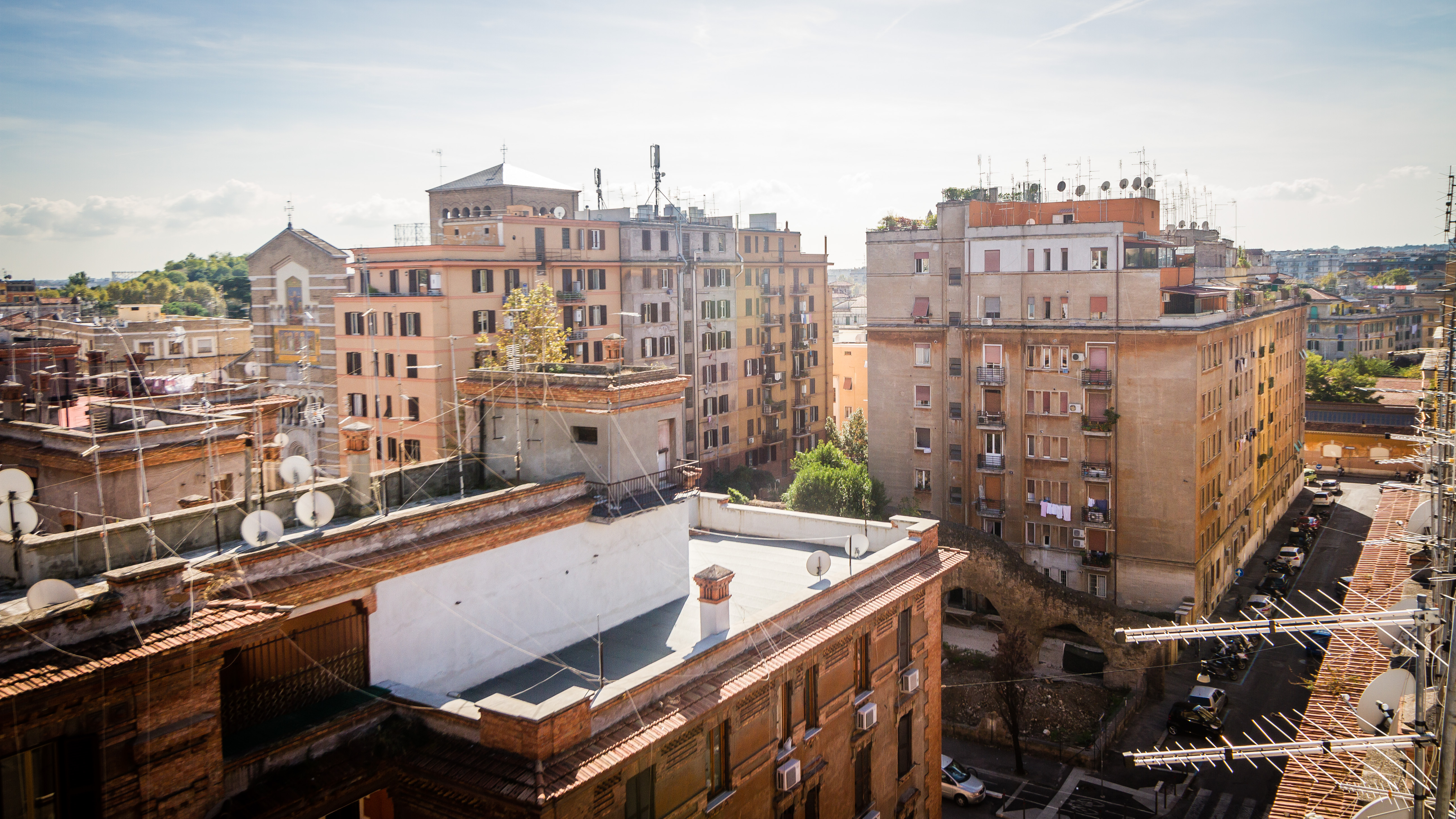
Blick über den Rione Testaccio mit S. M. Liberatrice und Monte Testaccio links im Hintergrund

Testaccio ist der XX. Rione (Stadtteil) und Verwaltungsbezirk Zona urbanistica 1D des Municipio Roma I in Rom. Der Arbeiterbezirk bekam seinen Namen vom Monte Testaccio (nach lateinisch testae für „Scherben“), einem künstlichen Hügel, der in der Antike als Scherbenhalde für die im nahegelegenen Tiberhafen entladenen und nicht wiederverwendbaren Amphoren aus den römischen Provinzen entstand.

## Lage

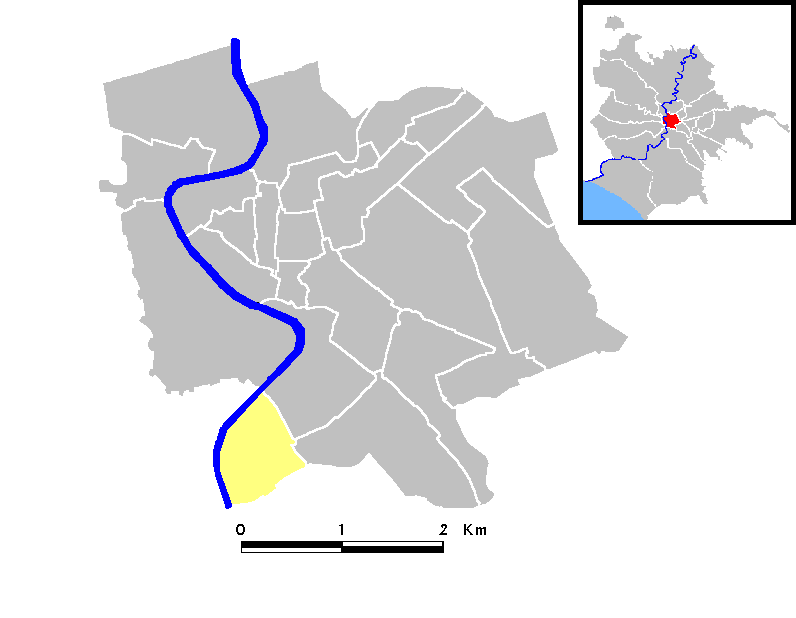
Lage des Rione Testaccio in Rom

Testaccio liegt im Südwesten des historischen Stadtzentrums in einem klar umgrenzten Gebiet: im Osten wird es entlang der Via Marmorata vom steilen Hang des Aventin begrenzt, im Norden und Westen umfliesst der Tiber den Stadtteil. Weiter im Süden verläuft die Grenze vom Tiber aus entlang der Aurelianischen Mauer und folgt zunächst ein kurzes Stück der Bahnstrecke in Richtung Termini und Tiburtina und dann dem Grüngürtel aus dem Rome War Cemetery, dem Monte Testaccio und dem Cimitero acattolico bis zur Cestius-Pyramide und der Porta San Paolo zurück zum Beginn der Via Marmorata.

## Geschichte

### Antike

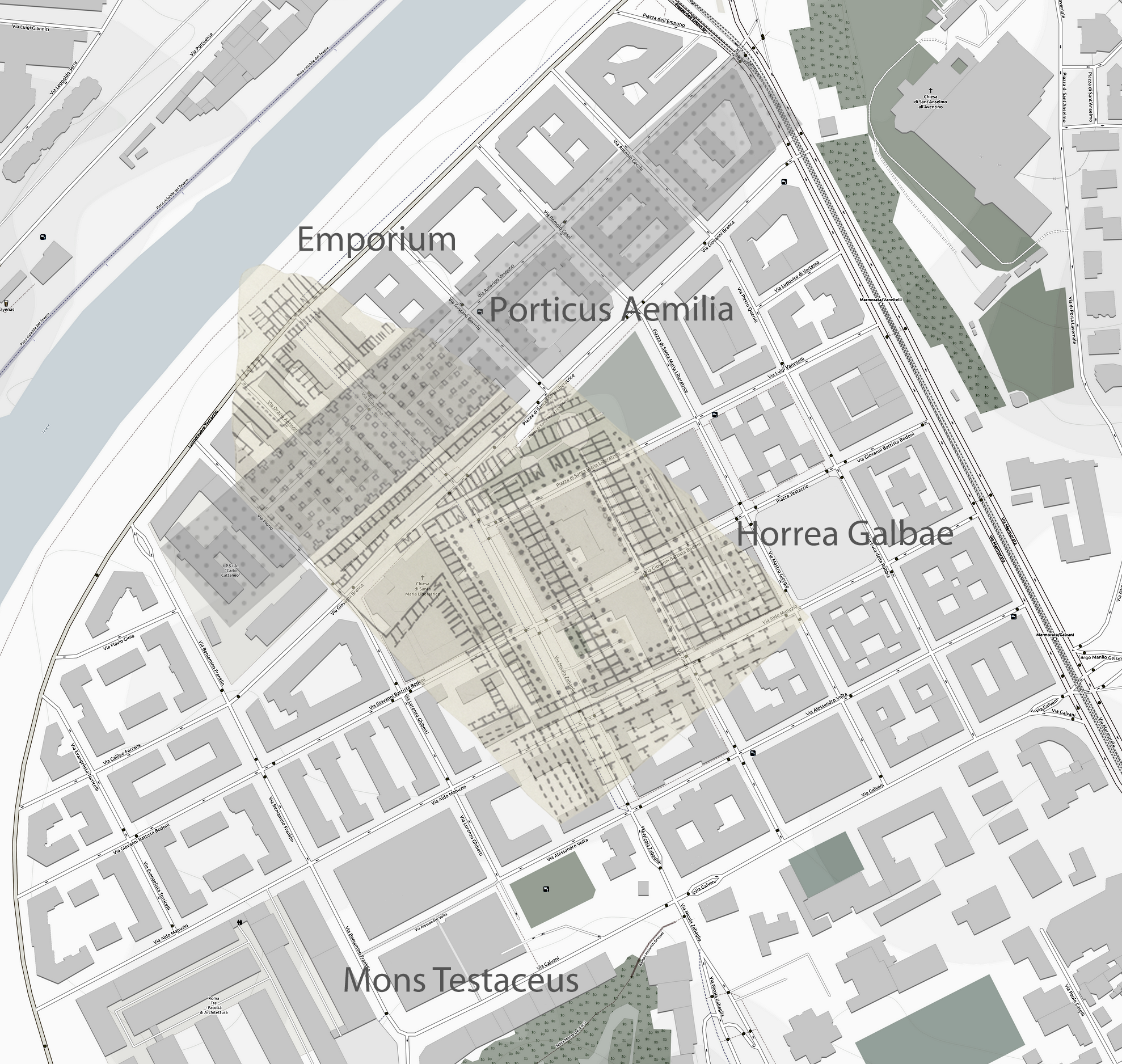
Lage der antiken Hafenanlagen nach der Forma Urbis Romae, einem Plan von Rom aus der Zeit kurz nach 200 n. Chr.

Ruinen des Porticus Aemilia in der Via Rubattino

Das Gebiet des späteren Rione Testaccio befand sich zu antiker Zeit noch vor der Porta Trigemina außerhalb der Servianischen Mauer. Zu Beginn des zweiten Jahrhunderts vor Chr. machte das starke Wachstum Roms eine Verlegung des zu klein gewordenen Tiberhafens am Forum Boarium erforderlich, da dort für eine Erweiterung der Anlagen und Lagerplätze nicht genug Raum zur Verfügung stand. Ab 193 v. Chr. entstand auf Veranlassung der kurulischen Ädilen M. Aemilius Lepidus und L. Aemilius Paullus etwa einen Kilometer flussabwärts am Tiberufer südwestliche des Avenins auf dem Gebiet des heutigen Rione Testaccio der neue Hafen, das Emporium. Es zog sich vom Aventin etwa 500 Meter weit bis etwa zur Via Franklin. Parallel zu den Hafenanlagen entstand der Porticus Aemilia, ein ebenfalls fast 500 Meter langes und 60 Meter tiefes Lagerhaus. Reste des Porticus sind noch in der Via Rubattino und der Via Benjamin Franklin zu sehen; auch vom Emporium sind am Lungotevere Testaccio noch Spuren erhalten.
Mit der zunehmenden Entwicklung des Hafens entstanden zahlreiche weitere Lagerhäuser (Horrea), unter ihnen die Horrea Galbae, die für die staatliche Versorgung der Bevölkerung mit Getreide und anderen essentiellen Gütern wie Öl und Wein, der annona civica, von zentraler Bedeutung waren. Bei Ausgrabungen wurde 1911 entlang der Via Bodoni ein Gebäude von 200 × 155 Metern um drei zentrale Höfe dokumentiert, das aber wahrscheinlich nur ein Teil einer größeren Gesamtanlage war. Das hier umgeschlagene Olivenöl wurde in Amphoren angeliefert, die anschließend nicht wieder gereinigt und wiederverwendet werden konnten; sie wurden zerschlagen, gesammelt und schließlich über Jahrhunderte hinweg geordnet auf einer Halde, dem Monte Testaccio entsorgt, der dem Viertel seinen heutigen Namen gab.

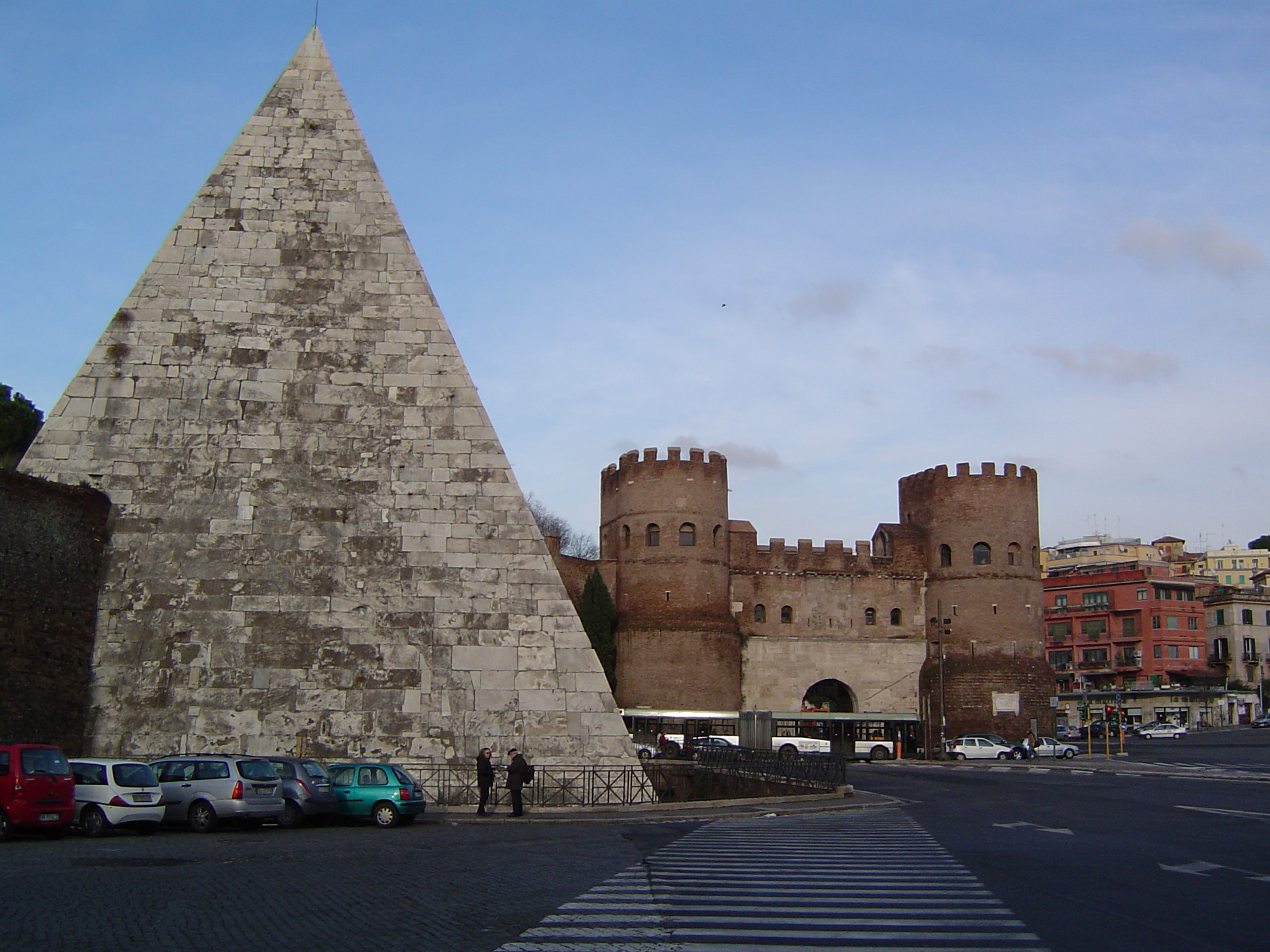
Cestius-Pyramide und Porta San Paolo (2006)

Um die Zeitenwende wurde an der Via Ostiense die Cestius-Pyramide errichtet, das Grabmal des Volkstribuns Gaius Cestius Epulo (gestorben vor 12 v. Chr.). Beim Bau der Aurelianischen Mauer (271–275) wurde es in die Mauer integriert, daneben entstand die Porta Ostiense, der Bezirk lag nun innerhalb der Stadtmauern. Seit augustäischer Zeit war er Teil der römischen Verwaltungsregion XIII. Aventinus.
Von großer Bedeutung war der Hafen auch für die Versorgung der Stadt mit Baumaterialien; nach dem Niedergang Roms im 6. Jahrhundert verwaisten die ehemaligen Hafenanlagen und die großen Lagerplätze für den Marmor und gaben der Region spätestens seit der kurzlebigen Commune di Roma ab 1143 den Namen Ripe et Marmorate (italienisch ripa veraltet für „Ufer“), der heute noch im Namen der Via Marmorata weiterlebt.

### Mittelalter und Neuzeit

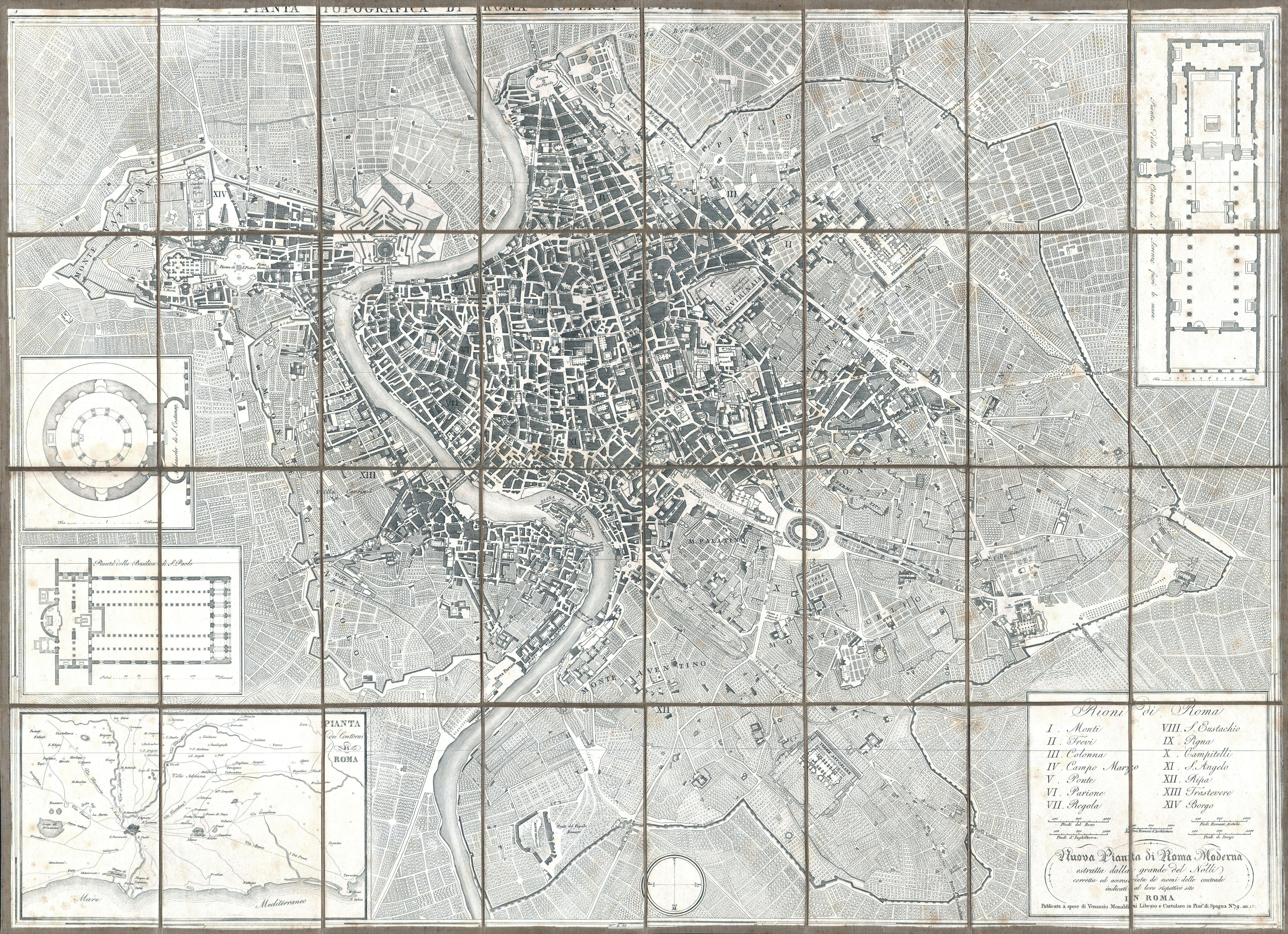
Karte Roms, 1843

Mit dem Niedergang des Römischen Reichs in der Spätantike und dem damit verbundenen Bedeutungsverlust Roms wurde die Stadt weitgehend entvölkert, große Bereiche des Stadtgebietes verfielen und entwickelten sich zu Brachland. Noch zu Beginn des 19. Jahrhunderts war nur etwa ein Drittel der Fläche innerhalb der Mauern bewohnt, weite Flächen, darunter auch der heutige Rione Testaccio, wurden landwirtschaftlich genutzt.

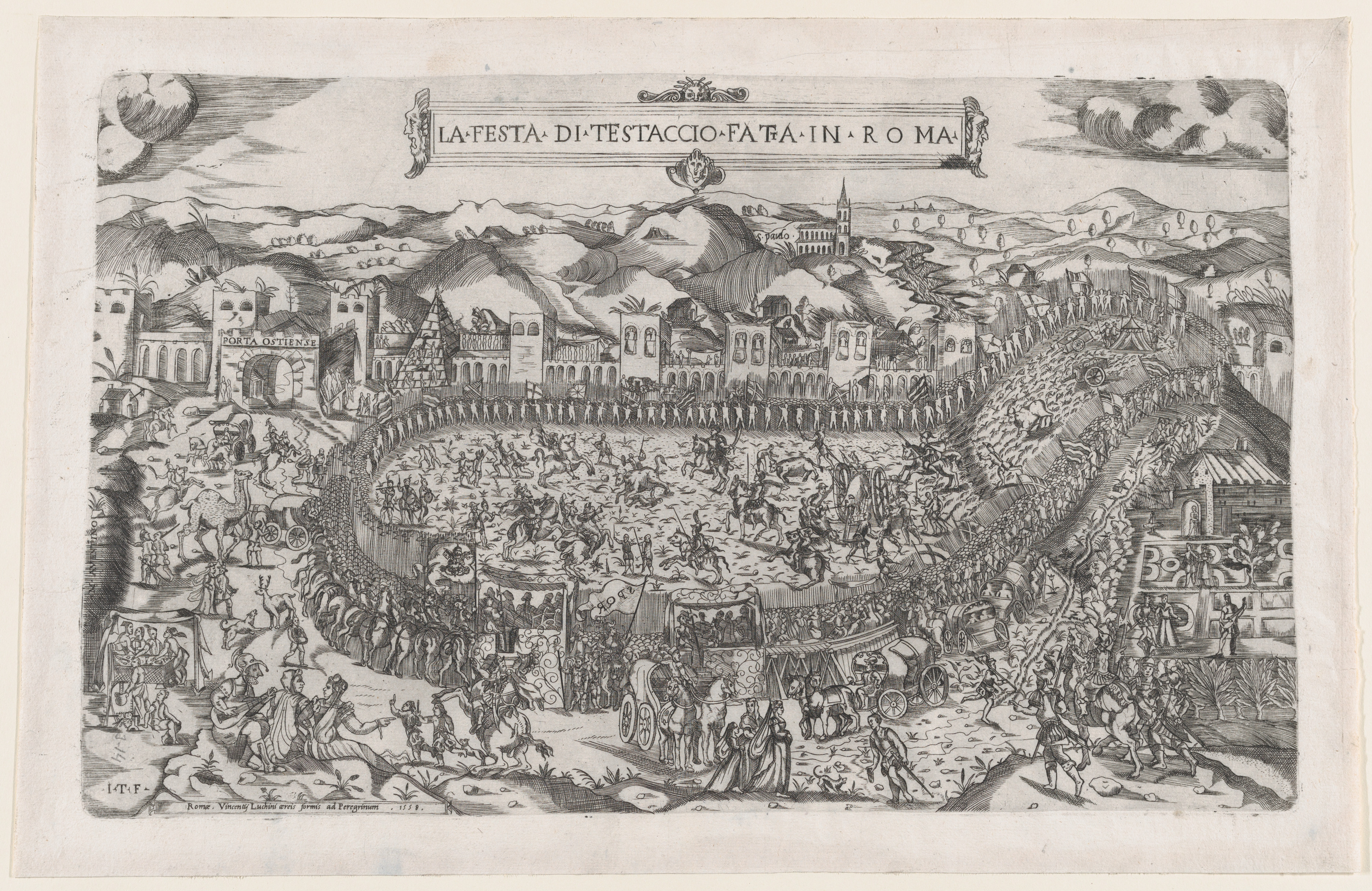
Der Karneval auf den Prati del Popolo, Radierung, hrsg. von Antonio Lafreri, 1558

Zwischen dem Monte Testaccio und der Porta San Paolo lag südlich der heutigen Via Galvani ein öffentliches Weideland (italienisch prato, „Wiese“, „Weide“), die Prati di Testaccio oder auch Prati del Popolo Romano (in Abgrenzung zu den Prati del Castello nördlich der Engelsburg), wie eine Inschrift an der Porta San Paolo von 1720 bezeugt. Hier fanden vom 12. bis zur Mitte des 16. Jahrhunderts die aufwendigen Spiele des Römischen Karnevals in Anlehnung an den spätrömischen Ludus carnevalarii statt. In Anwesenheit des Papstes und hoher Würdenträger wurden sportliche Wettkämpfe und Pferderennen (Palio) veranstaltet, aber auch blutige Tierkämpfe, bei denen zahlreiche Stiere und Schweine getötet wurden.  Etwa ab 1470 wurden die Pferderennen auf Wunsch von Papst Paul II. auf die Via del Corso verlegt, damit begann ein langsames Auslaufen der Tradition der Spiele in Testaccio.
Bereits im Mittelalter war der Monte Testaccio Ziel von christlichen Prozessionen in der Karwoche, der Zug startete am Forum Boarium und endete an einem Kreuz auf dem höchsten Punkt des als Golgatha verstandenen Berges. Bis heute steht ein Kreuz auf dem Monte Testaccio, das heutige wurde 1914 errichtet.
Im frühen 17. Jahrhundert wurden von der Cestius-Pyramide aus von den Kanonieren von Castel S. Angelo mit ihren Kanonen Zielübungen auf ein Ziel am Osthang des Monte Testaccio durchgeführt, wie ein Stich von Jacopo Lauro aus dem Jahr 1628 illustriert. Als einziges Gebäude aus der Zeit vor 1870 hat sich neben einigen Wirtschaftsgebäuden um den Monte Testaccio das heute als Wohnhaus genutzte päpstliche Pulvermagazin in der Via Marmorata, Ecke Via Caio Cestio erhalten.
In späterer Zeit waren die Prati ein beliebtes Ausflugsziel, im 17. Jahrhundert wurden in den Monte Testaccio Höhlen zur Lagerung von Wein gegraben, aus denen sich zahlreiche Tavernen und Ausflugslokale entwickelten. Zum Schutz des antiken Monte Testaccio erließ Papst Benedikt XIV. 1742 und 1744 zwei Edikte, die das Anlegen weiterer Grotten sowie die Nutzung des Hügels als Weide unter Strafe stellten.
Von 1716 an hatte sich unter den Protestanten Roms eine seit Papst Clemens XI. geduldete Tradition des Begräbnisses an der Stadtmauer bei der Cestius-Pyramide entwickelt, da Bewohner, die nicht katholischen Glaubens waren, nicht auf den geweihten römischen Friedhöfen bestattet werden durften. 1821 wurde hier der Cimitero acattolico auch offiziell ausgewiesen, der auch anderen Konfessionen und Religionen offen stand. Er wurde 1894 auf seine heutige Größe erweitert.

### Seit 1870

#### Die Anfänge 1870 bis 1903

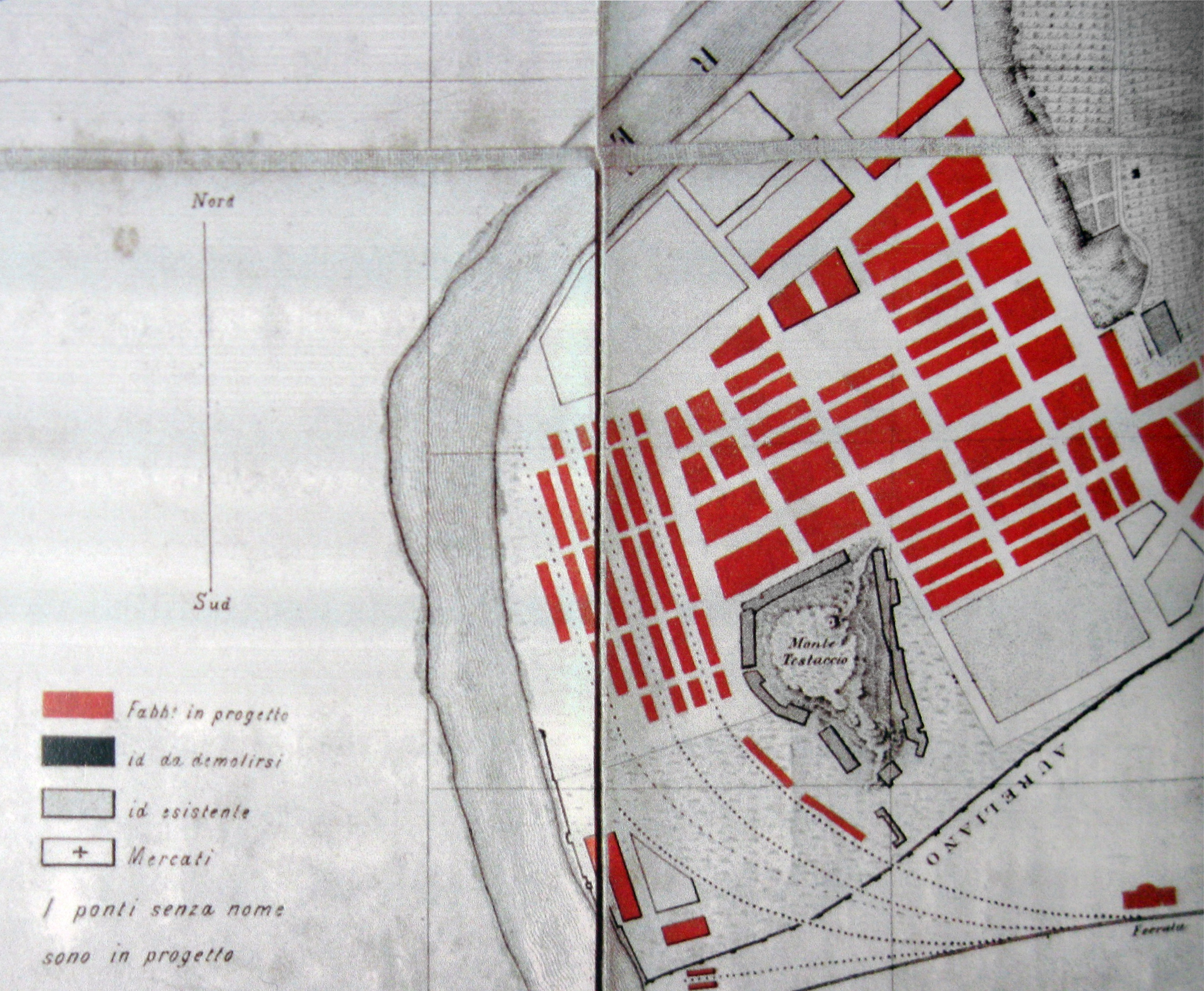
Testaccio im Piano Regolatore von 1873: schematische Darstellung von Industrie entlang des Tiber und eines Wohnquartiers im Zentrum

Die Vollendung der italienischen Einigung 1870 durch die Eroberung Roms und die Deklaration Roms als Hauptstadt Italiens 1871 markiert den Beginn der modernen Stadtentwicklung gegen Ende des 19. Jahrhunderts. 1873 wurde der erste Piano Regolatore, der erste Flächennutzungs- und Bebauungsplan Roms veröffentlicht. Offiziell nie verabschiedet, sah er für das Gebiet von Testaccio als einziger Fläche innerhalb der Mauern die Ansiedlung von Industrie sowie eines Wohnquartiers für die dort beschäftigten Arbeiter vor, da das völlig ebene Gebiet abgeschieden vom historischen Zentrum verkehrstechnisch günstig am Tiber und der 1859 eröffneten Bahnlinie von Termini nach Civitavecchia und Livorno lag. Die Bebauung des Gebietes begann jedoch erst mit dem zweiten Piano Regolatore von 1883, der im Wesentlichen die Planungen von 1873 bestätigte.
Die nach 1870 einsetzende intensive Bautätigkeit in Rom war fast vollständig von privatwirtschaftlichen Spekulationen getrieben, durch die ausschließlich hochpreisige Wohnbauten mit hohen Renditeerwartungen vor allem im Umfeld des historischen Zentrums errichtet wurden. Die Flächen in Testaccio gehörten zu großen Teilen der Familie Torlonia, die lange erfolglos versucht hatte, im Stadtrat die Ausweisung des Gebietes als Arbeiterquartier zu verhindern. Obwohl Leopoldo Torlonia von 1882 bis 1887 als stellvertretender Bürgermeister amtierte, trat der Piano Regolatore am 8. März 1883 in Kraft. Erst jetzt verkauften die Torlonia die Flächen an die Stadt und das Unternehmen Marotti, Frontini und Geisser konnte am 29. Oktober 1883 den Vertrag zum Bau von insgesamt 36 geplanten Häuserblöcken unterzeichnen. Durch den Zusammenbruch der Bauwirtschaft in der großen Immobilienkrise zwischen 1887 und 1894 konnten auf einem schachbrettartig angelegten Areal aus 16 Blöcken um die heutige Piazza Testaccio jedoch nur neun Blöcke vollständig und einige weitere teilweise errichtet werden.
Es handelte sich um hochverdichtete Wohnblöcke mit sehr kleinen, einfachen Wohnungen und schlechten sanitären Anlagen, in denen sich die etwa 8000 Bewohner im Jahr 1907 durchschnittlich zu 2,5 bis 4,5 Personen einen Raum teilen mussten; die Kindersterblichkeit bis zum fünften Lebensjahr lag über 50 %. Zu den schlechten Wohnverhältnissen kam das völlige Fehlen einer städtischen Infrastruktur: es gab weder Schulen, noch medizinische Versorgung oder Gemeinschaftseinrichtungen wie Märkte oder Waschhäuser; einzig eine schlichte Kirche, Santa Maria della Divina Provvidenza, wurde 1889 in der Via Alessandro Volta errichtet.
Am 25. Mai 1886 bestätigte der Stadtrat die entstandene, wenn auch nur zum Teil bereits bebaute Straßenführung im Bezirk und beschloss, die Straßen des Stadtteils nach italienischen Entdeckern, Pionieren und Wissenschaftlern zu benennen. Die Wohngebiete schlossen auch die im Plan von 1883 noch als Industriegelände ausgewiesenen Flächen am nördlichen Tiberufer mit ein.
Mitte der 1880er Jahre nahmen auch die Pläne zur Ansiedlung der Industrie Gestalt an: Zwischen 1888 und Ende 1891 entstand nach Plänen und unter der Leitung Gioacchino Ersochs der 10 Hektar große Komplex des neuen Schlachthofes sowie des zugehörigen Viehmarktes, des Campo Boario. Er ersetzte den alten, zu klein gewordenen Schlachthof am Tiberufer nördlich der Piazza del Popolo, dessen Erweiterung 1868 Ersoch ebenfalls geplant hatte. Zwischen Monte Testaccio, der Eisenbahn und dem Tiber erstreckte sich der etwa 5 Hektar große Campo boario, nach Norden schlossen sich die Hallen des damals hochmodernen Schlachthofes an.

#### Konsolidierung 1903 bis 1945
Nach der Eröffnung des Schlachthofes stagnierte die Entwicklung Testaccios, ohne eine Verbesserung der Wohnsituation entwickelte sich das zunehmend heruntergekommene Viertel in den 20 Jahren nach 1883 zu einem sozialen Brennpunkt. Die Situation begann sich erst unter der linksgerichteten Regierung Giolitti ab 1903 zu ändern, die soziale Reformen durchsetzte und die Bemühungen um die Verbesserung der katastrophalen Wohnverhältnisse der Arbeiter in Rom verstärkte. Finanzminister Luigi Luzzatti gründete noch 1903 das staatliche Istituto Case Popolari (ICP) zur Errichtung öffentlich geförderten sozialen Wohnraums, das ab 1907 in Testaccio zahlreiche neue Wohnungen errichtete. In Rom wurde von 1907 bis 1913 Ernesto Nathan Bürgermeister, der die Vorstellungen und Zielsetzungen der Regierung teilte und die Reformen vorantrieb. In seiner Amtszeit erreichte die Anzahl der neu errichteten Wohneinheiten im sozialen Wohnungsbau erstmals das Volumen der privat für die bürgerlichen Schichten erbauten Wohnungen. Vor allem Testaccio, San Saba und San Lorenzo profitierten auch von einem verstärkten Ausbau der städtischen Infrastruktur.

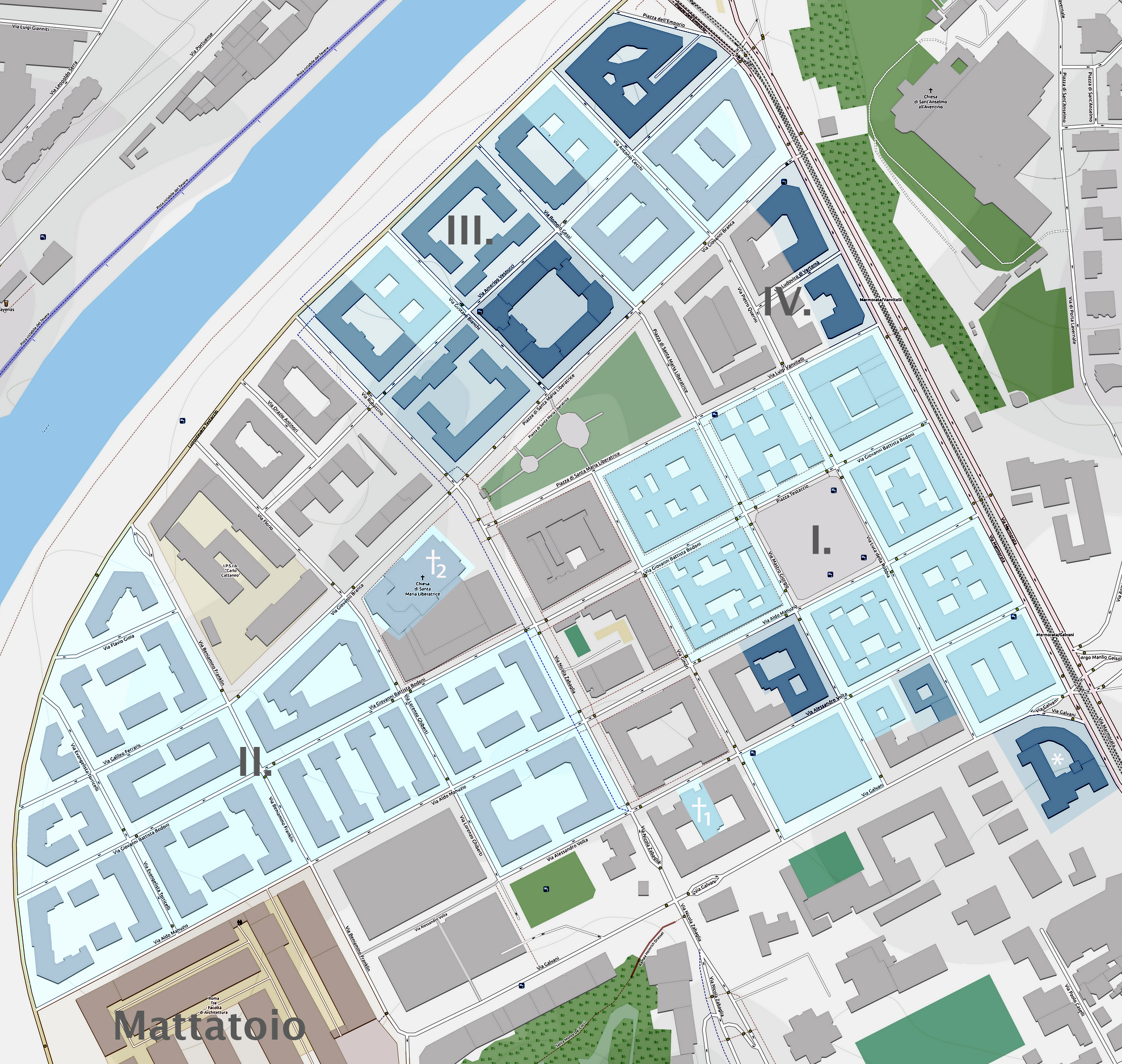
Entwicklung des Stadtteils 1883 bis 1930:
I. 1883–1889, II. 1889–1913, III. 1913–1918, IV. 1918–1930

Der erste Bauabschnitt des ICP mit insgesamt 930 Wohnungen bis 1913 betraf unter dem verantwortlichen Architekten Giulio Magni das ursprünglich für die Industrie vorgesehene Gelände nördlich der Schlachthofes zwischen Tiber und Via Benjamin Franklin und vier Blöcke um S. Maria Liberatrice. Magni öffnete die Blöcke zu den Straßen, um mehr Licht in die Höfe zu bekommen und die Belüftung zu verbessern. Die Häuser verfügten über Gemeinschaftseinrichtungen wie Bäder und Waschhäuser. Nach Abschluss der schwierigen Übertragung der Grundstücke von den bisherigen privaten Investoren entstanden 1913 bis 1917 weitere Wohnhäuser des ICP mit zum Teil höheren Wohnstandards durch die Architekten Quadrio Pirani und Giovanni Bellucci um die Via Amerigo Vespucci.
Zeitgleich entstand nach und nach die so dringend benötigte Infrastruktur aus Schulen, Kindergärten und Gemeinschaftseinrichtungen. Ein von den Bewohnern gegründetes Comitato per il miglioramento economico e morale di Testaccio (Komitee für die wirtschaftliche und moralische Verbesserung von Testaccio) konnte 1905 die Anlage der Piazza Testaccio (damals Piazza Mastro Giorgio) als Markt auf einem noch unbebauten Grundstück des Baublocks von 1883 erreichen. Zwischen 1906 und 1908 erbaute Mario Ceradini am gleichnamigen Platz die Kirche Santa Maria Liberatrice, die bereits auf die wachsende Einwohnerzahl des Bezirkes ausgelegt war. Sie unterstand den Salesianern, die sich im Viertel auch stark sozial engagierten.
Testaccio bekam 1917 mit der Ponte Sublicio eine erste direkte Verbindung mit Trastevere auf der anderen Tiberseite. Die Brücke zwischen Piazza del Emporio und Piazza di Porta Portese wurde zwischen 1914 und 1917 durch Marcello Piacentini gebaut.
1921 wurde die Region Ripe et Marmorate aufgrund des starken Bevölkerungszuwachses in die Rioni XII. Ripa, XX. Testaccio und XXI. San Saba aufgeteilt.
Auf der Ostseite des Monte Testaccio wurde am 3. November 1929 der Campo Testaccio eingeweiht. Das Stadion des AS Roma bot auf vier Holztribünen 25.000 Zuschauern Platz. Nach 214 Spielen zog der Klub 1940 ins Stadio Nazionale del PNF um; der Campo Testaccio wurde noch im Oktober des gleichen Jahres abgebaut.
Ab Mitte der 1920er Jahre wurden die Baulücken an der Via Marmorata geschlossen. Der „Cremlino“ („Kreml“) bildet den nördlichen Abschluss an der Piazza del Emporio, ein monumentaler, in den oberen Bereichen mit Türmen und Rücksprüngen stark gegliederter Palazzo von Carlo Broggi aus dem Jahr 1926 mit fast 100 Wohneinheiten. Die beiden aufwendig gestalteten Wohnblöcke mit großen Innenhöfen zwischen Via Giovanni Branca und Via Vanvitelli entstanden 1929 bis 1930; sie waren vom Chefarchitekten des ICP Innocenzo Sabbatini nicht mehr als Arbeiterwohnungen, sondern für eine zahlungskräftigere und eher bürgerliche Schicht konzipiert worden.
Am anderen Ende der Via Marmorata wurde 1929 die Feuerwehr-Kaserne an der Ecke Via Galvani eingeweiht, die von Vincenzo Fasolo in historisierenden Formen entworfen wurde. Schräg gegenüber in der Via Marmorata liegt der Palazzo delle Poste, ein Vorzeigebau des italienischen Razionalismo von Adalberto Libera und Mario de Renzi. Der Entwurf gewann 1932/33 im Wettbewerb zur Errichtung von vier Hauptpostämtern für die neuen Stadterweiterungsgebiete die Ausschreibung für den Standort Aventino und konnte ohne wesentliche Änderungen 1933 bis 1935 verwirklicht werden.
Mit dem Bau einer zweiten Brücke nach Trastevere wurde 1940 durch den Architekten und Ingenieur Cesare Pascoletti auf der Rückseite des Schlachthofes begonnen. Sie war als Ponte d’Africa Teil der Verkehrsplanungen in Vorbereitung auf die 1942 geplante Weltausstellung Esposizione Universale di Roma. Vom ab 1938 auf dem Aventin entstehenden Ministerium der Kolonien in Afrika, seit 1952 Sitz der FAO, sollte der Viale Africa, der heutige Viale Aventino, quer durch Testaccio entlang der Via Galvani über das Gelände des Schlachthofs und die neue Brücke zum Bahnhof Trastevere verlängert werden. Vor dort führte die geplante Verbindung über den Viale Marconi und die ebenfalls in diesem Zusammenhang errichtete Ponte Marconi (1937–1955) zum Gelände der Ausstellung. Die Brücke wurde erst 1948 als Ponte Testaccio fertiggestellt.

#### Entwicklung nach 1945

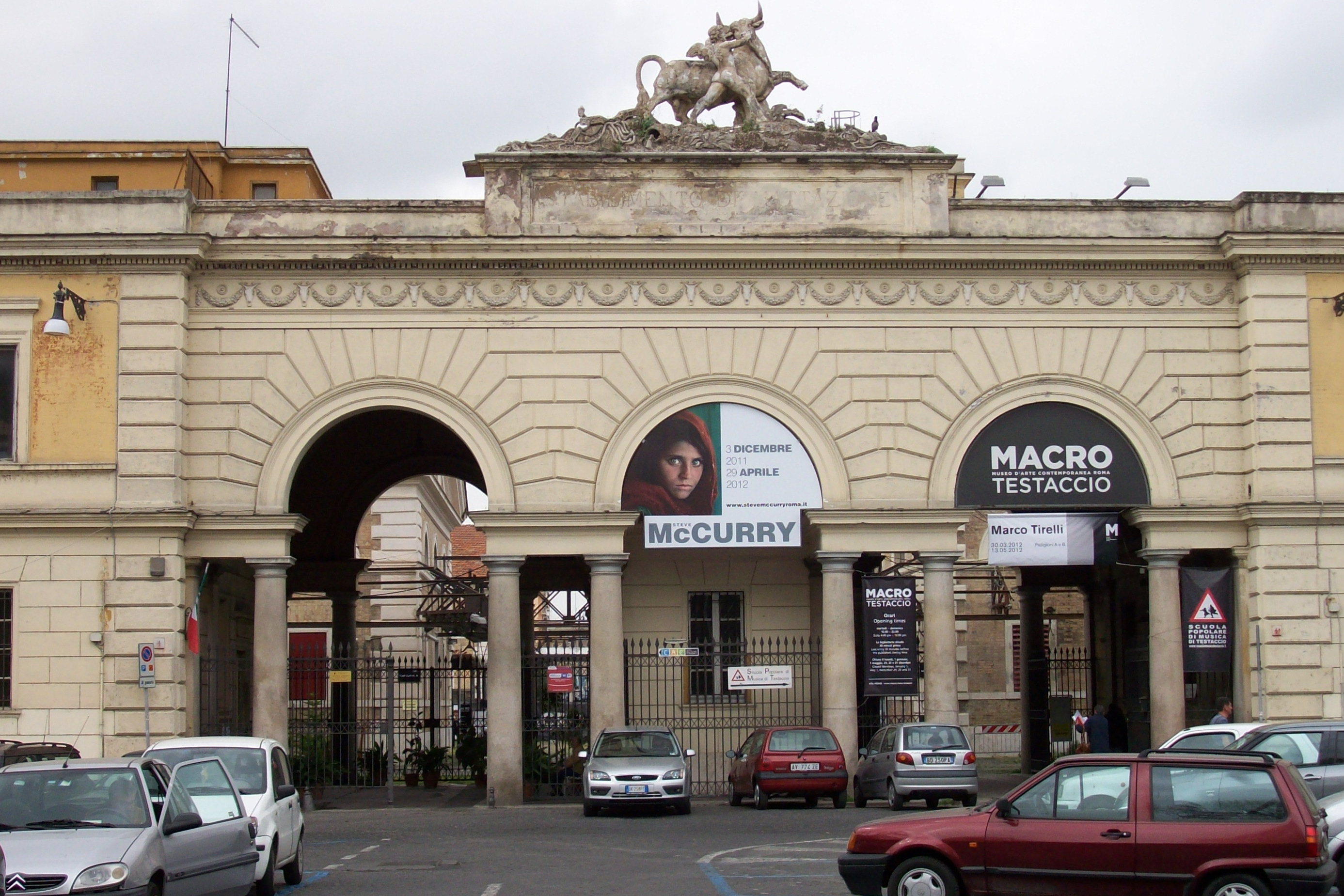
Hauptportal des Ex-Mattatoio, 2012

Ab den 60er-Jahren verloren die innerstädtischen Industrieanlagen am Tiber entlang der Via Ostiense südlich von Testaccio zunehmend an Bedeutung, das Kraftwerk Centrale Montemartini – heute eine Außenstelle der Kapitolinischen Museen – stellte 1963 seine Produktion ein, das Gaswerk und die Gasometer wurden mit der Umstellung der Gasversorgung von Stadt- auf Erdgas von 1970 bis 1981 überflüssig. 1975 wurde auch der Schlachthof geschlossen. Der Campo boario wurde zunächst gelegentlich als Veranstaltungsort für große Konzerte genutzt, parallel entwickelte sich eine alternative selbstverwaltete Szene. Unter der Leitung von Carlo Aymonino und Luigi Caruso begannen ab 1982 Planungen für eine Entwicklung des Quartiers. Seit Beginn der 2000er-Jahre siedelten sich auf dem Gelände des Ex-Mattatoio (italienisch für „Schlachthof“) zahlreiche Kultureinrichtungen an, wie etwa die Architekturfakultät der Universität Rom III, eine Außenstelle der Accademia di Belle Arti und ein zweiter Standort des Museums für zeitgenössische Kunst MACRO.
2012 eröffnete der kommunale Nouvo Mercato Testaccio des Architekten Marco Rietti gegenüber dem ehemaligen Schlachthof, der alte Markt auf der Piazza Testaccio wurde geschlossen und der Platz als offenes Zentrum des Viertels bis 2015 neu gestaltet; die Fontana delle Anfore, der Amphorenbrunnen als Wahrzeichen des Bezirkes, der 1926 von Pietro Lombardi für diesen Platz entworfen worden war, kehrte zurück, nachdem er 1935 auf die Piazza del Emporio an der Ponte Sublicio versetzt worden war.

## Wappen
Das Wappen stellt eine antike Amphore dar. Bei farbigen Darstellungen steht eine goldene Amphore auf rotem Grund.